# Campeonato Europeo de Piragüismo de Estilo Libre
El Campeonato Europeo de Piragüismo de Estilo Libre es la máxima competición del piragüismo de estilo libre a nivel europeo. Es organizado desde 2004 por la Asociación Europea de Piragüismo (ECA), se realizan cada dos años.

## Ediciones
| N.º  | Año  | Sede             | País        |
| ---- | ---- | ---------------- | ----------- |
| I    | 2004 | Sort             | España      |
| II   | 2006 | Nottingham       | Reino Unido |
| III  | 2008 | Orense           | España      |
| IV   | 2010 | Lienz            | Austria     |
| V    | 2012 | Lienz            | Austria     |
| VI   | 2014 | Bratislava       | Eslovaquia  |
| VII  | 2016 | Plattling        | Alemania    |
| VIII | 2018 | Bratislava       | Eslovaquia  |
| IX   | 2021 | Vaires-sur-Marne | Francia     |

## Medallero histórico
- Actualizado hasta Vaires-sur-Marne 2021.[1]

| Núm. | País            | Oro | Plata | Bronce | Total |
| ---- | --------------- | --- | ----- | ------ | ----- |
| 1    | Francia         | 6   | 7     | 6      | 19    |
| 2    | Alemania        | 6   | 4     | 4      | 14    |
| 3    | Reino Unido     | 5   | 3     | 4      | 12    |
| 4    | República Checa | 4   | 1     | 0      | 5     |
| 5    | Eslovaquia      | 2   | 3     | 4      | 9     |
| 6    | España          | 2   | 3     | 3      | 8     |
| 7    | Polonia         | 1   | 4     | 4      | 9     |
| 8    | Irlanda         | 1   | 0     | 1      | 2     |
| 9    | Rusia           | 1   | 0     | 0      | 1     |
| 10   | Países Bajos    | 0   | 1     | 1      | 2     |
| 10   | Suecia          | 0   | 1     | 1      | 2     |
| 12   | Finlandia       | 0   | 1     | 0      | 1     |
|      | TOTAL           | 28  | 28    | 28     | 84    |